# Grignard (cratère)
Pour les articles homonymes, voir Grignard (homonymie).
Grignard est un Cratère d'impact lunaire situé sur la face visible de la Lune, tout près du pôle Nord. Il se situe juste à côté du cratère Hermite. Il s'agit d'un tout petit cratère d'un peu plus qu'une douzaine de kilomètres de diamètre seulement. Au sud, se trouve le cratère Sylvester. 
En 2009, l'Union astronomique internationale lui a attribué le nom de Grignard en l'honneur du chimiste français Victor Grignard, prix Nobel de chimie en 1912.